# Teuchophorus guangdongensis
Teuchophorus guangdongensis är en tvåvingeart som beskrevs av Wang 2006. Teuchophorus guangdongensis ingår i släktet Teuchophorus och familjen styltflugor. Inga underarter finns listade i Catalogue of Life.